# Johannes Loccenius
Johannes Loccenius, latinizzazione di Johan Locken (Itzehoe, 13 marzo 1598 – 27 luglio 1677) è stato un giurista tedesco.

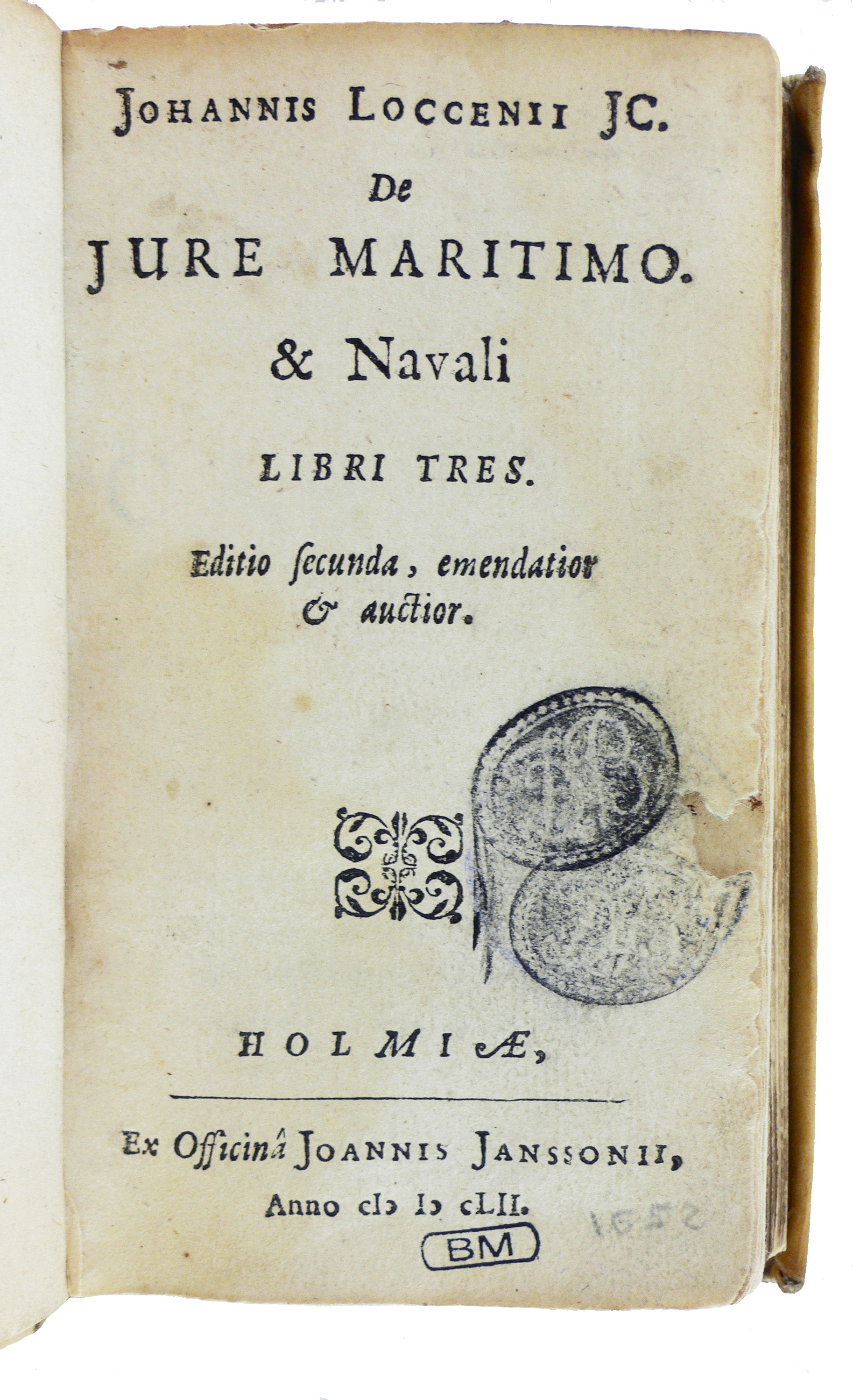
De jure maritimo et navali, 1652 (Fondazione Mansutti, Milano).

Nato in Svezia, studiò nelle università di Amburgo, Rostock e Leida. Conseguito il titolo di dottorato, si trasferì all'Università di Uppsala come docente di storia e politica. Nel 1634 divenne rettore della Facoltà di politica e di retorica, dove restò fino al 1648. La sua opera storica principale è Historiae rerum svecicarum del 1662, mentre il Lexicon juris svevo-gothici (1651) e il De jure maritimo et navali (1652) sono i suoi lavori giuridici più rappresentativi. Johann Gottlieb Heineccius raccolse i suoi lavori in un volume sul diritto marittimo del 1740, con il titolo di Scriptorum de iure nautico et maritimo.